# Good Thing (Fine Young Cannibals)
Good Thing is een nummer van de Britse band Fine Young Cannibals. Het is de tweede single van hun tweede en laatste studioalbum The Raw & the Cooked uit 1989, maar werd al in 1987 uitgebracht op een filmsoundtrack.
Het nummer werd een grote hit in Noord-Amerika, West-Europa en Oceanië. In het Verenigd Koninkrijk haalde het de 7e positie. In de Nederlandse Top 40 haalde het een bescheiden 26e positie, en in de Vlaamse Radio 2 Top 30. Voor gastpianist Jools Holland was dit een van zijn grootste successen.
In 2005 werd het nummer in Nederland gebruikt in een reclame voor Chevrolet.